# Óscar de la Borbolla
Óscar Ernesto de la Borbolla y Rondero (Ciudad de México, 8 de septiembre de 1949), citado como Óscar de la Borbolla, es un filósofo, ensayista, narrador, poeta y conferencista mexicano. Colabora para el diario digital Sin Embargo.

## Biografía
Obtuvo el grado de maestro en filosofía en la Universidad Nacional Autónoma de México (UNAM) y el doctorado en la Universidad Complutense de Madrid, y fue becado por el Instituto de Cooperación Iberoamericana. Profesor de filosofía en la FES-Acatlán de la UNAM, titular en el área de metafísica y ontología; maestro en la Escuela de Escritores de la Sociedad General de Escritores de México (Sogem); coordinador de talleres en universidades, casas de cultura y el CNIPL del Instituto Nacional de Bellas Artes (INBA); asesor del secretario de Educación Pública; guionista de los programas radiofónicos Ucronías Radiofónicas en Radio Educación y La Carta Radiofónica en Radio Trece; conferencista en muchas universidades mexicanas y en innumerables universidades de Estados Unidos, Canadá y España; miembro de la Comisión Dictaminadora de la Dirección General de Bibliotecas de la UNAM y de los consejos de redacción de las revistas Los Universitarios, Plural y Blanco Móvil. Miembro de la SOGEM. Su obra ha sido traducida al inglés, francés y serbocroata.

## Colaboraciones
- Alfil
- Blanco Móvil
- El Día
- El Nacional
- Excélsior, como columnista de «Ucronías»
- Galería
- Los Universitarios
- México en la Cultura, como columnista de «Reflexiones en el Sueño»
- Plural
- Revista Mexicana de Cultura
- Revista de la Universidad de México
- Sábado
- Siempre!
- Sin Embargo

## Reconocimientos
- Premio Internacional de Cuento Plural, 1987, por Las esquinas del azar
- Premio Nacional de Humor La Sonrisa, 1991, por Nada es para tanto

## Obra
Cuento
- Vivir a diario, SEP, Piedra de Toque, 1982
- Las vocales malditas, ed. del autor, 1988; reediciones: Joaquín Mortiz, Serie del Volador, 1991; Nueva Imagen, Biblioteca Óscar de la Borbolla, 2001
- El amor es de clase, Joaquín Mortiz, Cuarto Creciente, 1994; la nueva edición corregida y aumentada se titula Dios sí juega a los dados, Nueva Imagen, 2000
- Asalto al infierno y otras aventuras ucrónicas, Nueva Imagen, 1999
- La risa en el abismo, Nueva Imagen, Biblioteca Óscar de la Borbolla, 2004
- La madre del Metro y otros cuentos, Fondo de Cultura Económica, 2020

Poesía
- Los sótanos de Babel, SEP/CREA, Letras Nuevas, 1986; reediciones corregidas y aumentadas; Times, 1998; Nueva Imagen, Biblioteca Óscar de la Borbolla, 2007

Periodismo ficción
- Ucronías, Joaquín Mortiz, Serie del Volador, 1989
- La ciencia imaginaria, Selector, Aura, 1996
- Instrucciones para destruir la realidad, Nueva Imagen, 2003

Novela
- Nada es para tanto, Joaquín Mortiz, Novelistas Contemporáneos, 1991; reedición: Nueva Imagen, Biblioteca Óscar de la Borbolla, 2001
- Todo está permitido, Planeta, Narrativa 21, 1994; reedición: Nueva Imagen, Biblioteca Óscar de la Borbolla, 2002
- La vida de un muerto, Nueva Imagen, 1998
- El futuro no será de nadie, Plaza & Janés, 2011

Ensayo
- Introducción a la filosofía de Nietzsche, ENEP-Acatlán UNAM, Cuadernos de Investigación, núm. 15, 1991
- La muerte y otros ensayos, ENEP-Acatlán UNAM, Cuadernos de Investigación, núm. 18, 1993
- Filosofía para inconformes, Nueva Imagen, Biblioteca Óscar de la Borbolla, 1996; reedición: Debolsillo, 2012
- La rebeldía de pensar, Nueva Imagen, Biblioteca Óscar de la Borbolla, 2007

Cartas ficticias
- La historia de hoy a la... mexicana, Planeta, México Vivo, 1996

Antologías
- Las esquinas del azar, Biblioteca del ISSSTE, 1998

Autobiografía
- Un recuerdo no se le niega a nadie, Blanco y Negro, 1998

Crónica
- Mujeres: dejé mi corazón en Humanguillo, Secretaría de Desarrollo Social, 1999
- El ajonjolí de todas las soluciones, Secretaría de Desarrollo Social, 2000

Análisis literario
- Manual de creación literaria, Nueva Imagen, Biblioteca Óscar de la Borbolla, 2002

Cuentos en volúmenes colectivos
- Los siete pecados capitales, CONACULTA-INBA/SEP, 1989
- Atrapados en la escuela, Selector, 1994

Varia invención
- Mar urbe (fotos de Jorge Lépez Vela), Artes de México/Secretaría de Cultura del GDF, Luz Portátil, 2006